# Kurt Schulz (Maler)

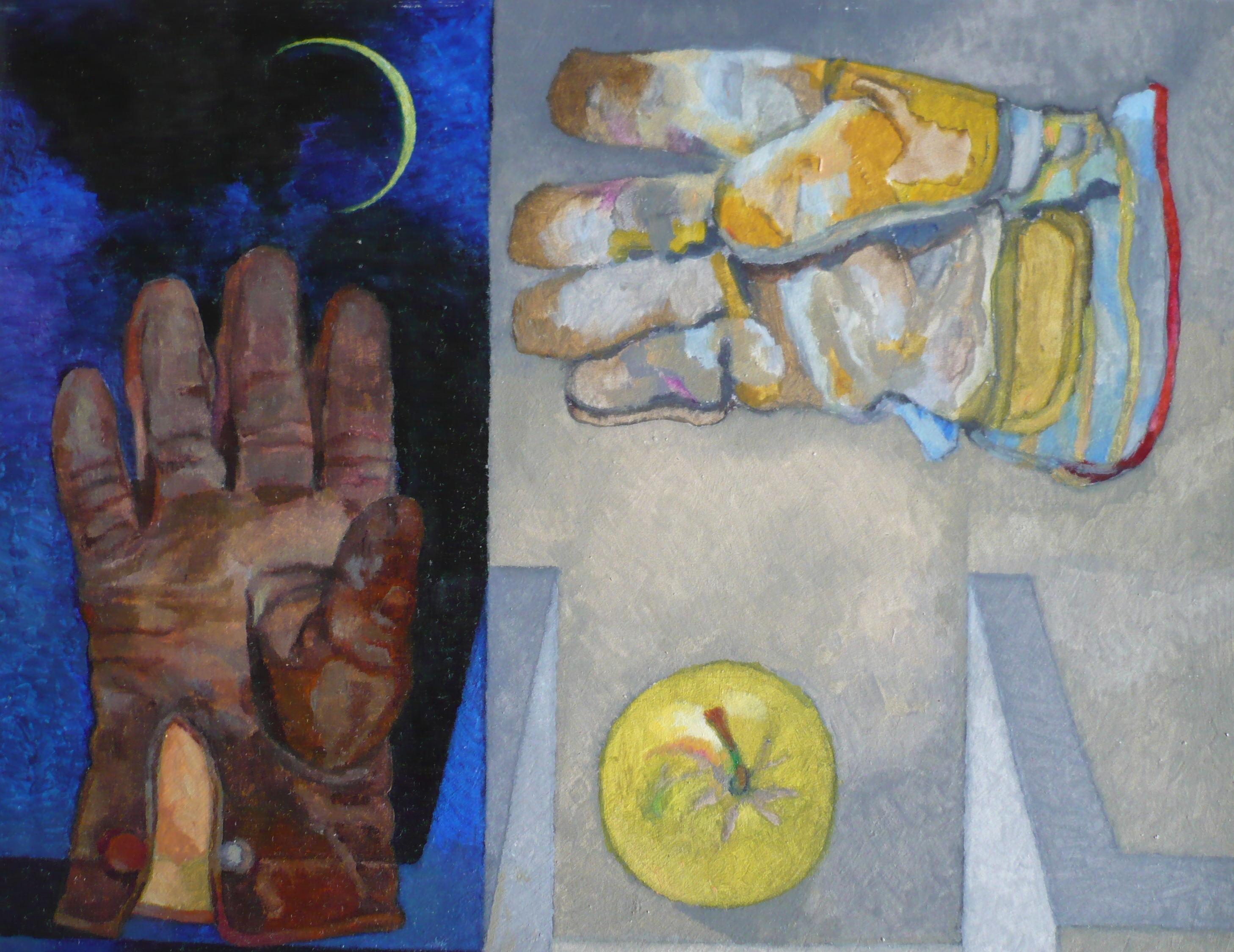
Ölbild von Kurt Schulz

Kurt Schulz (* 18. Oktober 1927 in Hamburg; † 11. Mai 1999 in Heinschenwalde) war ein deutscher Maler und Grafiker.

## Leben
Geboren und aufgewachsen in Hamburg begann Schulz als 17-Jähriger seine Ausbildung an der Hamburger Landeskunstschule, der späteren Hochschule für bildende Künste Hamburg. Wegen Kriegsdienst und anschließender Gefangenschaft in Lothringen während des Zweiten Weltkriegs konnte er die Ausbildung erst 1948 fortsetzen. Aus der Mischung von Neigung und Notwendigkeit entstand sein Beruf als Werbegrafiker, den er bis 1985 ausübte, zuletzt als Art Director der Agentur Lintas. Seit 1968 hatte er neben Hamburg ein weiteres Atelier in Heinschenwalde bei Bremervörde, wo er auch gestorben ist.

## Werke
Schulz kreierte ungefähr 350 meist kleinformatige Bilder, die zuletzt postum im Hamburger Elysee ausgestellt wurden. Diese sind geprägt von Gegenständlichkeit sowie einer Achtsamkeit gegenüber den „kleinen Dingen“ des Lebens. Oft nahm er Alltags- und Gebrauchsgegenstände aus dem gewohnten Zusammenhang und stellte sie ungewohnt anders dar. Dabei setzte er bewusst keine künstlerische Kennerschaft des Betrachters voraus und verzichtete weitgehend auf rein formale Stilelemente. Der „Balkon“ dagegen findet sich durchgehend in seinen Bildern. Das ist eine geometrische Form in der unteren Bildhälfte, die den Blick von außen aufnimmt und in das Bild hineinführt.
Zeit seines Lebens war Schulz ein politischer Mensch, der sich einmischte. Er schuf das Logo der Gewerkschaft öffentlicher Dienst, Transport und Verkehr (ÖTV, später aufgegangen in ver.di).
Seit seiner Pensionierung hatte Schulz mehrere große Einzelausstellungen in Hamburg. Er ruht auf dem Friedhof Ohlsdorf.